# Марченко Наталія Петрівна
Наталія Петрівна Марченко (літературний псевдонім Наталя Савчук, народилася 1 січня 1967 в місті Козятині Вінницької області) — український науковець і письменниця, книгознавець, біографіст, літературний критик. Кандидат історичних наук, старший науковий співробітник Інституту біографічних досліджень Національної бібліотеки України імені В. І. Вернадського, провідний бібліограф Національної бібліотеки України для дітей.

## Життєпис
Народилася 1 січня 1967 року в родині лікарів. Хоча фактично народилася у місті Козятин Вінницької області, але батьки навчалися у Вінниці і записали місце народження доньки за адресою їхньої прописки в селі Вінницькі Хутори Вінницького району.
У 1984 році із «Золотою медаллю» закінчила СШ № 2 міста Миронівка на Київщині. У 1989 році — із відзнакою Філологічний факультет Київського національного університету імені Тараса Шевченка.
Упродовж 1989—1994 років учителювала у Козинській СШ на Миронівщині, викладала українську та зарубіжну літератури у Гуманітарному ліцеї КНУ імені Т. Г. Шевченка.
Працювала редактором видавництва «Освіта» (потім — «Педагогічна преса»).
У 1998 році захистила дисертаційне дослідження за спеціальністю «книгознавство, бібліотекознавство, бібліографознавство» на тему «Видання для дітей в Україні 1917—1923 рр.: історіографія, джерела, типологія» та здобула звання кандидата історичних наук.
Працювала в Науково-дослідному інституті архівної справи та документознавства, Науково-дослідній лабораторії експериментальної педагогіки та педагогічних інновацій Інституту післядипломної освіти Педагогічного інституту імені Б. Грінченка, на кафедрі документознавства Київського національного університету культури та мистецтв.
Із 2008 року й донині — старший науковий співробітник Інституту біографічних досліджень Національної бібліотеки України імені В. І. Вернадського, провідний бібліограф Національної бібліотеки України для дітей.
Наталія Марченко:
- член секції науково-дослідної, науково-методичної та науково-бібліографічної діяльності Вченої ради Національної бібліотеки України для дітей[2],
- член Ради Центру дослідження літератури для дітей і юнацтва[3]
- член редколегії збірників наукових праць: «Українська біографістика»[4], «Література. Діти. Час»,
- експерт низки всеукраїнських профільних рейтингів, конкурсів і сайтів, присвячених книзі для дітей,
- автор-модератор профільного електронного ресурсу «КЛЮЧ» (Краща Література Юним Читачам) Національної бібліотеки України для дітей[5].

## Наукові дослідження
Авторка першого в Україні академічногого біографічного монографічного дослідження, присвяченого письменникові, котрий пише для дітей, — «Володимир Рутківський: тексти долі» (Тернопіль, 2015.
Один із ініціаторів, а також автор ґрунтовних розвідок про осіб, першої в Україні серії науково-допоміжних біобібліографічних нарисів, присвячених письменникам, які пишуть для дітей , — «Дитячі письменники України», що виходить в Національній бібліотеці України для дітей. Підготовлено 8 випусків, про: Володимира Рутківського, Анатолія Качана, Всеволода Нестайка, Бориса Комара, Наталю Забілу, Юрія Ярмиша, Анатолія Костецького, Тамару Коломієць.
Автор більше сотні наукових і науково-методичних статей, кількасот рецензій і біографічних статей у ЗМІ.

## Літературна творчість
Наталя Савчук (літературний псевдонім Наталії Марченко) з раннього дитинства пише вірші та казки. Поезія друкувалася у часописах «Піонерія», «Ранок», «Смолоскипи», «Відродження», «Малятко», «Пізнайко», «Світ дитини» та інших, на шпальтах педагогічних газет. Пише також у жанрі новели та короткого оповідання. Твори друкувалися у часописах «Смолоскип», «Один із нас», білоруському альманасі «Справа», газеті «Независимость», «Українській літературній газеті» та інших.
У 2005 вийшла збірка «Десяток для маляток», що складалася з віршів-рахівничків (Київ: Країна мрій, 2005). У 2015 вийшла скорочена версія першої книги циклу «Літописи Семисвіття: Діти переступу», а у 2017 — повна версія (Тернопіль: НК-Богдан, 2017). Новела Наталі Савчук «Паталогічно зрячі» увійшла до збірки «Любов така» (Київ: Академія, 2017).
2024 року вийшла друком збірка її вибраних поезій «DoSi».
Цикл «Літописи Семисвіття»
Наталя Савчук є авторкою автентичного фентезійного циклу «Літописи Семисвіття», заснованого на матріархальній структурі та елементах найдавніших українських казок, обрядодій і магії. Твір вирізняється особливою «реконструйованою» мовою та докладним відтворенням буття населення українських теренів до трипільської та трипільської доби. Скорочена версія першої книги циклу «Літописи Семисвіття: Діти переступу» вийшла друком 2015 року у Тернопільському видавництві «Навчальна книга — Богдан» і відразу була помічена критикою та читачами. Повна версія книги у серійному оформленні опублікована там само весною 2017 року. Обидві версії увійшли до «Лідерів літа» рейтингу Книжка року як кращі серед видань для підлітків і юні, відповідно в 2015 та 2017.
Книга здобула чимало нагород, зокрема:
- (2017) Переможець у номінації «Дитячий світ» конкурсу «Краща книга виставки-форуму 2017», що проходив у межах XVIII Всеукраїнської виставки-форуму «Українська книга на Одещині»[26].
- (2017) На 39-му Загальноєвропейському фестивалі наукової фантастики «Єврокон» (Дортмунд, Німеччина) European Science Fiction Society (ESFS) книга відзначена номінації «Хризаліди».[27]

## Відзнаки
За вагомий внесок у дослідження та популяризацію дитячої книжки в Україні 23 квітня 2015 року була відзначена іменною премією Володимира Рутківського «Джури».

## Громадська позиція
У червні 2018 підтримала відкритий лист діячів культури, політиків і правозахисників із закликом до світових лідерів виступити на захист ув'язненого у Росії українського режисера Олега Сенцова й інших політв'язнів.